# Lotuszuil

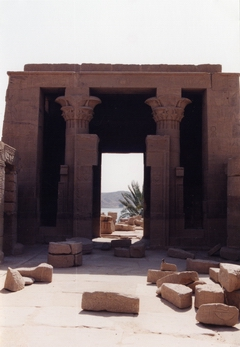
Een lotuszuil in Philae.

Een Lotuszuil is een type zuil die voorkomt in het Oude Egypte. De kapiteel heeft de vorm van een lotus. De kapitelen kunnen open en gesloten lotussen voorstellen. De meest voorkomende is de gesloten vorm. Meestal worden er 4, 6 en later zelfs 8 lotusbloemen voorgesteld. Het type zuil kwam al voor in het Oude Rijk en werd ook veel gebruikt in het Nieuwe Rijk en de Late periode. Er zit ook een gedachte achter, want de lotus was de patroonplant van Opper-Egypte.